# Randy Bachman

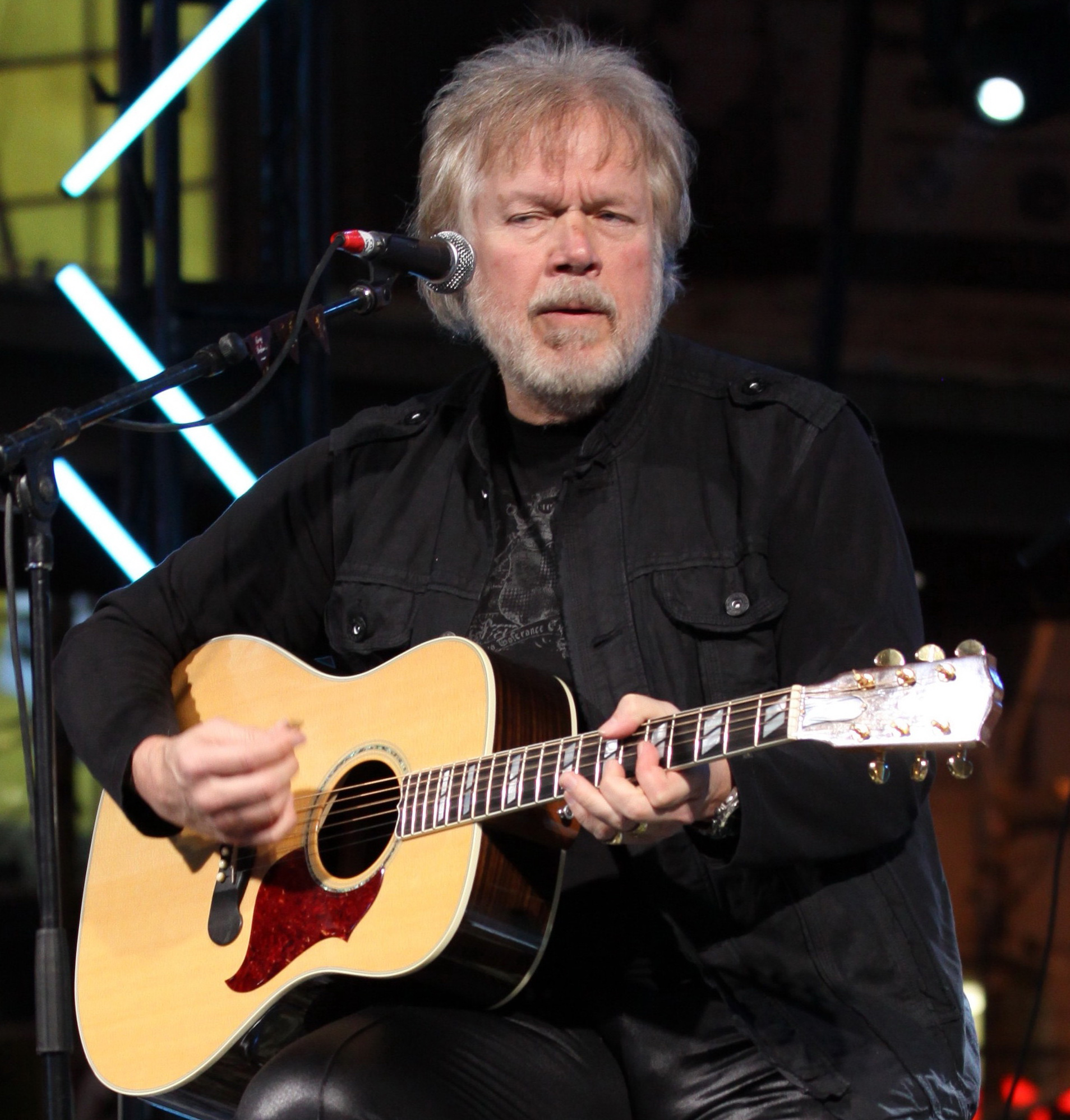
Randy Bachman, 2009.

Randolph "Randy" Bachman, född 27 september 1943 i Winnipeg, Manitoba, är en kanadensisk rocksångare, gitarrist och låtskrivare. Han har varit med och bildat och varit medlem i de båda kanadensiska rockgrupperna The Guess Who och Bachman-Turner Overdrive. Han har också verkat som radiopratare på kanalen CBC Radio. 
Med The Guess Who slog han igenom som musiker då de spelade in en cover av Johnny Kidds "Shakin' All Over" 1965, vilken blev en nordamerikansk hit. Gruppens största hit blev "American Woman" som blev den första låten av en kanadensisk grupp att nå förstaplatsen på amerikanska singellistan. Bachman lämnade Guess Who 1970, och bildade kort därefter gruppen Brave Belt. De kom snabbt att byta namn till Bachman-Turner Overdrive. Gruppen nådde stora framgångar i både USA och Europa under mitten av 1970-talet. Bachman komponerade deras största hit "You Ain't Seen Nothing Yet" 1974. Han lämnade gruppen 1977, men har senare spelat med återförenade versioner av båda grupper. Han har gett ut sporadiska soloalbum in på 2010-talet.